# ريتش كيلي
ريتش كيلي (بالإنجليزية: Rich Kelley)‏ مواليد 23 مارس 1953 في سان ماتيو، هو لاعب كرة سلة أمريكي سابق بدأ مسيرته الاحترافية في سنة 1975 وحمل الرقم 53 و44 و50. يبلغ طوله 7 قدم 0 بوصة (2.1 م). اعتزل اللعب في 1986.

## فرق لعب لها
- بروكلين نتس
- فينيكس صنز
- دنفر ناغتس
- يوتاه جاز
- سكرامنتو كينغز

## الميداليات
| الميدالية | المسابقة                         |
| --------- | -------------------------------- |
| برونزية   | بطولة كأس العالم لكرة السلة 1974 |

## روابط خارجية
- ريتش كيلي على موقع الاتحاد الدولي لكرة السلة (الإنجليزية)
- ريتش كيلي على موقع إن بي أي (الإنجليزية)
- ريتش كيلي على موقع سبورتس رفرنس (الإنجليزية)
- ريتش كيلي على موقع كلية كرة السلة في سبورتس رفرنس.كوم (الإنجليزية)
- ريتش كيلي على موقع ريلجم (الإنجليزية)
- ريتش كيلي على موقع بروبوليرز (الإنجليزية)